# Andersen Air Force Base
La Andersen Air Force Base, citata anche nella sua forma abbreviata Andersen AFB, è una base aerea militare gestita dalla United States Air Force situata nella parte settentrionale dell'isola di Guam, nei pressi del villaggio di Yigo e a poca distanza da quello di Dededo. La base è stata costruita su di un piccolo altipiano situato a 187 m di quota sopra il livello del mare. La base fu nominata in onore del generale di brigata James Roy Andersen.

## Storia
La base, il cui nome originario era North Field, fu completata il 3 dicembre 1944 con lo scopo di ospitare i bombardieri che compivano missioni belliche in Giappone.
Dopo la fine della seconda guerra mondiale l'unico campo d'aviazione statunitense presente nell'Oceano Pacifico meridionale era proprio il North Field, in cui era stanziato il 19th Bomb Group. I primi cambiamenti arrivarono nel 1946 quando si decise di ampliare la struttura e di cambiarne il nome, a seguito dell'indipendenza dell'USAF dalle altre forze armate ottenuta nel 1947, in North Guam Air Force Base. Il nome attuale arrivò solo il 7 ottobre 1949 quando fu intitolata in onore del generale Andersen, disperso in azione nel 1945 con il suo B-24 Liberator.

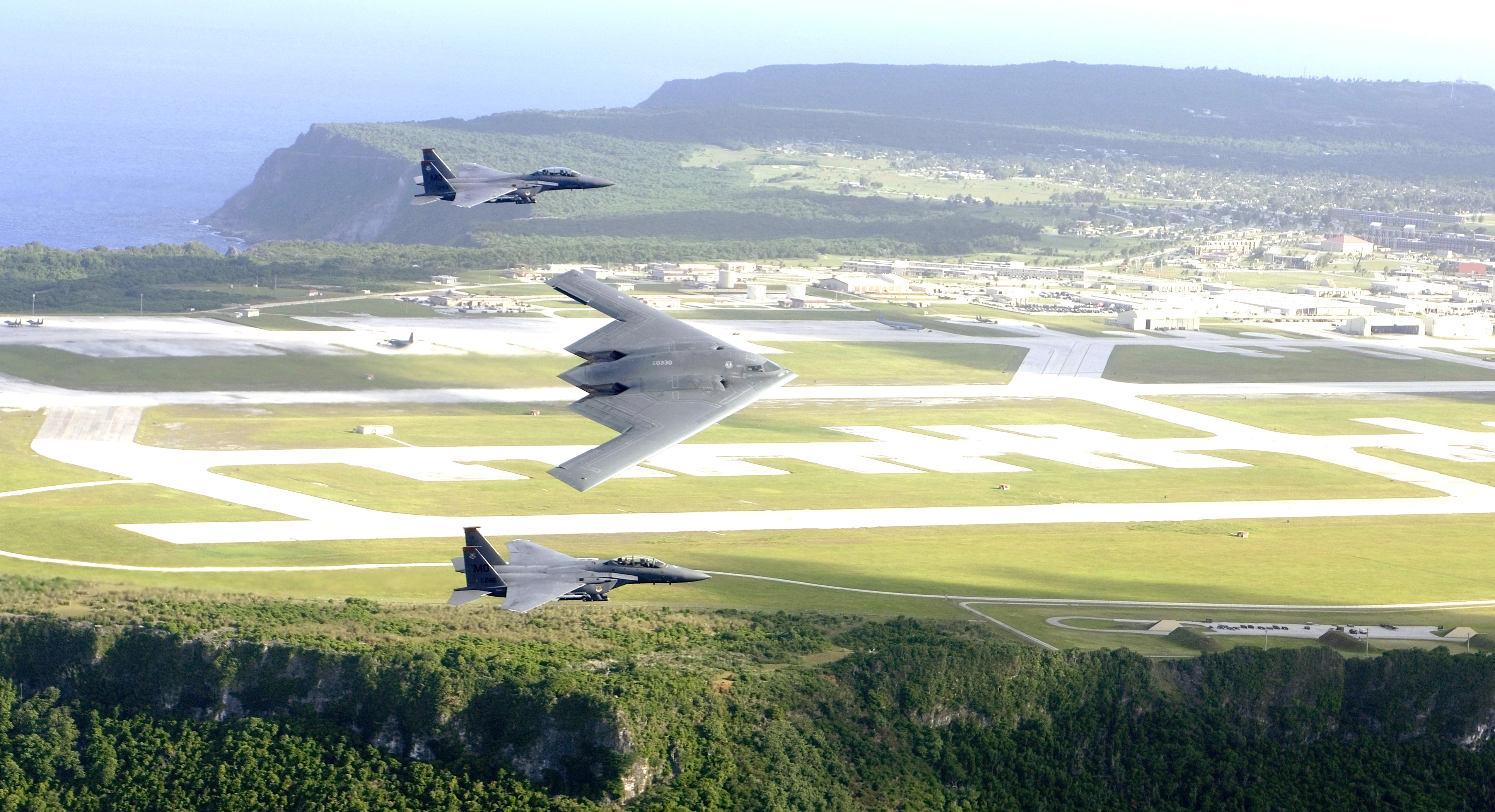
Un B-2 Spirit e due F-15E Strike Eagle in volo sopra la Andersen Air Force Base

Il personale della base partecipò alla guerra di Corea fornendo appoggio agli aerei che trasportavano rifornimenti verso il teatro delle operazioni, cosa che continuò a fare anche dopo la fine delle ostilità. Tra i vari aerei che atterrarono alla base in questo periodo vi furono B-29 Superfortress, KC-97, B-36, B-47 Stratojet, B-50 Superfortress, B-52 Stratofortress e KC-135 Stratotanker.
Anche la guerra del Vietnam vide la base impegnata attivamente. Fu proprio da qui infatti che ebbe inizio l'operazione Arc Light il 18 giugno 1965, quando 27 B-52 decollarono dalle piste. Ancora, agli inizi dell'operazione Linebacker II, 87 B-52 lasciarono la base diretti verso il Vietnam, e durante gli undici giorni di durata dell'operazione, 379 delle 729 sortite totali dei bombardieri USAF iniziarono dall'Andersen Air Force Base. La fine della guerra comportò il trasferimento alla base di 109 553 rifugiati e prigionieri, che vennero successivamente trasferiti negli Stati Uniti a bordo di 518 velivoli.
Il campo d'aviazione continuò a svolgere normali operazioni di routine fino al 1991 quando, a causa della guerra del Golfo, la base divenne il trampolino di lancio per 200 aerei, 2 200 uomini, 2 212 t di rifornimenti e oltre 27 993 t di bombe diretti verso il Golfo Persico.
La Andersen Air Force Base divenne anche la casa per gli abitanti della Clark Air Base nelle Filippine, che dovettero trasferirsi a causa dell'eruzione del Pinatubo.
Nell'ottobre 1994 arrivò anche l'Helicopter Combat Support Squadron Five (5º squadrone supporto elicotteri da combattimento) dell'United States Navy.
Oggi la base svolge ancora le sue funzioni di appoggio ai bombardieri e stivaggio di munizioni, ed ospita numerosi velivoli USAF tra cui anche il bombardiere B-2 Spirit.